# 梨园春
梨园春是河南卫视的一档以戏曲擂台赛为主的栏目，栏目最早的策划和创办人是周迪君。每星期日播出，播出节目以豫剧为主，主要形式为观众自主报名参加擂台赛。该栏目于1994年开播，在中国大陆最早将“海选”的概念引入戏曲节目中。

## 历史

### 节目调整
- 1994年：节目开播，以戏曲晚会的形式播出。
- 1999年：《梨园春》改版，除戏迷擂台赛和名家名段欣赏外，还增设了戏曲小品或相声、戏曲MTV等节目形式。
- 2004年：《梨园春》进行全新的包装，注重节目的唯美品格。
- 2005年：《梨园春》举办“擂响中国——首届梨园春杯全国戏迷擂台赛”开始走“全国路线”。[2]

### 走出河南
- 2000年5月赴新疆演出。
- 2001年5月在北京举办连续8天的“梨园春北京戏曲周”。
- 2002年8月，《梨园春》赴台湾进行两场现场直播。
- 2008年11月25日和26日，《梨园春》再次在台湾演出。[2]

### 走出中国
- 2006年9月17日，由《梨园春》举办的《梨园飞歌》大型戏曲交响音乐会在澳大利亚悉尼歌剧院演出。
- 2007年春节，应委内瑞拉国家文化部、中国驻委大使馆、中国驻巴西领事馆邀请，《梨园春》在南美进行13天的巡演。[2]

## 影响
对弘扬河南文化、戏曲文化，发展豫剧做出了重大贡献,提升了整个戏曲的发展环境，培养了大量的戏曲观众，使戏曲艺术有了雄厚的群众基础，并得以传承发展。

## 评价

梨园春片头

2005年，中国国务委员陈至立对《梨园春》栏目作出批示称：河南的好做法值得推广。2008年12月4日，中国广电总局副局长胡占凡批示称：戏曲类节目栏目是总局历来积极支持的优秀文化传统类型。《梨园春》坚持了十几年，做成了品牌，实属不易，其中一大特色就是它是真正的平民参与，不靠追星、捧星，是老百姓的平台。贵在坚持与创新。请赵景春、周绍成同志阅。
中国戏曲研究所的仲呈祥称：在戏曲逐渐衰落的时刻，是《梨园春》延续了戏曲的生命。中国戏剧家协会副主席裴艳玲：《梨园春》真正的魅力就是展现老百姓自己的艺术，这种形式喜闻乐见，也是其生命力持续长久的原因。中国著名笑星郭达：《梨园春》可以称为一种现象，体现了一种精神和追求，因为它不仅开创了戏曲电视的新天地，还带动了其他地域戏曲节目的兴起，比如我们陕西就在跟着河南学习，在传承戏曲文化、发扬戏曲艺术方面，《梨园春》作出了很好的榜样。
曾担任CCTV戏曲频道的主持人白燕升说：我从1994年开始就与《梨园春》合作，到《梨园春》就跟到家一样，《梨园春》就像是戏曲与观众之间的一座坚实的桥梁，因为《梨园春》，越来越多的观众爱上了戏曲。《梨园春》是一个无法复制的奇迹。上海广播电视台首席导演张文龙说：我很钦佩《梨园春》现象，河南电视台如此厚爱和扶植《梨园春》，《梨园春》本身又产生了如此大的影响力和覆盖面。对于河南来说，办好《梨园春》的意义无异于保护殷墟的意义。

## 争议事件
2015年9月20日，在《梨园春》特别节目“擂响中国”《打金枝》中，演员用“你别激我啊，你别惹我啊，我是河南驻马店的”，“驻马店人咋啦？驻马店人很狂躁”，“狂躁咋啦，狂躁我告诉你，狂躁我就动手”，“我告诉你，我驻马店人，我很狂躁”等语言，并配合打人的动作，以侮辱驻马店人名誉的方式，博得观众哄堂大笑。该节目在搜狐视频发布后，点击量已达3133万人次。此举在全国范围内公开破坏驻马店人名誉，引发地域歧视，并造成极其恶劣和久远的影响。10月16日，观众钟先生将河南电视台、央视网（央视国际）以及搜狐网起诉至法院，要求三被告道歉，并赔偿精神抚慰金1万元人民币。目前北京市海淀区人民法院已受理该案。